# Trypeta
Trypeta is een geslacht van insecten uit de familie van de Boorvliegen (Tephritidae), die tot de orde tweevleugeligen (Diptera) behoort.

## Soorten
- T. angustigena Foote, 1960
- T. artemisiae: Oranjebruine alsemboorvlieg (Fabricius, 1794)
- T. flaveola Coquillett, 1899
- T. fractura (Coquillett, 1902)
- T. immaculata: Oranje composietenboorvlieg (Macquart, 1835)
- T. inaequalis (Coquillett, 1904)
- T. intermissa Meigen, 1826
- T. maculosa (Coquillett, 1899)
- T. sigma (Phillips, 1923)
- T. tortile Coquillett, 1894
- T. zoe: Tweevormige composietenboorvlieg Meigen, 1826